# 멕시코 출병
멕시코에 대한 두 번째 프랑스 개입(스페인어: Segunda intervención francesa en México)은 제2차 프랑스-멕시코 전쟁(1861–1867년)으로도 알려져 있다. 제2차 프랑스 제국이 1862년 말에 시작한 멕시코 침공이다. 프랑스는 멕시코 공화국을 프랑스의 이익에 유리한 군주국으로 대체하기를 희망했다.
1861년 멕시코 대통령 베니토 후아레스(Benito Juárez) 행정부가 외채 상환을 중단한 후 프랑스, 영국, 스페인은 멕시코로부터의 부채 상환을 보장하기 위한 공동 노력인 런던 협약에 동의한다. 1861년 12월 8일, 3국의 해군은 멕시코만의 항구 도시인 베라크루즈에 상륙했다. 그러나 영국은 프랑스가 일방적으로 멕시코를 탈취할 숨은 의도가 있음을 알아내고 멕시코와 부채 문제를 별도로 해결하기로 합의하고 철수했다. 이후 스페인도 떠났다. 그 결과 프랑스의 침공으로 제2의 멕시코 제국(1862~1867)이 수립되었다. 많은 유럽 국가들은 새로 생성된 민족 국가의 정치적 정당성을 인정했지만 미국은 인정하지 않았다.
제2차 프랑스 개입은 "개혁 전쟁"이라고 불리는 멕시코 내전이 막 끝난 후 시작되었다. 하지만 제2차 프랑스 개입 은 후아레스 대통령의 자유주의적 사회경제적 개혁에 반대하는 야당이 다시 한 번 자신의 대의를 행사할 수 기회를 주었다. 멕시코 카톨릭 교회, 상류층 보수, 많은 멕시코 귀족, 일부 아메리카 원주민 공동체는 프랑스 제국이 멕시코의 황제로 막시밀리안 폰 합스부르크를 임명하는 것을 환영하고 협력했다. 그러나 황제 자신은 자유주의적 성향이 있는 것으로 판명되었으며 후아레스 정부의 가장 주목할만한 자유주의적 조치를 계속했다. "개혁 전쟁" 중에 후아레스 편에서 싸운 강력한 북부 총독 산티아고 비다우리를 포함하여 일부 자유주의 장군들은 제국으로 망명했다.
프랑스는 빠르게 국가의 많은 부분과 주요 도시를 점령했지만 게릴라전은 여전히 만연했고 그로 인해 군대와 돈이 점점 더 소모되고 있었다.  그와 동시 최근 프로이센이 오스트리아에게 승리하면서 프랑스는 유럽 상황이 군사적으로 더 중요해졌다. 자유주의자들은 또한 1865년 미국 남북 전쟁이 끝난 후 물자 지원을 시작했던 미국의 공식 인정을 결코 잃지 않았다. 미국 정부는 먼로 독트린을 발동하여 프랑스군의 멕시코 주둔을 용인하지 않을 것임을 분명히 했고 마침내 프랑스군은 1866년에 떠나기 시작했다. 그 후 제국은 몇 달을 버티다가 후아레스를 따르는 군대가 1867년 6월 막시밀리안을 사로잡아 처형하고 공화국을 복원했다.